# エドワード・ストロベル
エドワード・ヘンリー・ストロベル（Edward Henry Strobel, 1855年12月8日 - 1908年）は、アメリカ合衆国の政治家、外交官。

## 生涯
1855年12月8日、ストロベルはサウスカロライナ州チャールストンにおいて、メイナード・デイヴィス・ストロベル (Maynard Davis Dtrobel) とカロライン・リディア・ブロック (Caroline Lydia Bullock) の息子として誕生した。
1893年4月13日、グロヴァー・クリーヴランド大統領からアメリカ合衆国第三国務次官補に任命された。1893年4月17日に第三国務次官補に着任した。1894年4月16日まで同職を務めた。
1894年4月14日、クリーヴランド大統領から在エクアドルアメリカ合衆国特命全権公使に任命された。1894年7月15日に信任状を奉呈し、公使に着任した。1894年12月31日に公使を退任した。
1894年12月13日、クリーヴランド大統領から在チリアメリカ合衆国特命全権公使に任命された。1895年2月6日に信任状を奉呈し、公使に着任した。1897年8月17日にチリを出国して公使を退任した。
ストロベルは1903年にタイ王国で、アメリカ人として最初の総合顧問に指名された。そして1908年、タイ王国で死去した。